# Manufactured Landscapes
Manufactured Landscapes é um filme documentário canadense sobre a fotografia de paisagens industriais do fotógrafo Edward Burtynsky. O filme foi dirigido por Jennifer Baichwal e lançado em 2006.